# Мастурбација
Мастурбација је самозадовољење полног нагона. Састоји се у властитом дражењу ерогених зона, што је праћено полним узбуђењем и оргазмом. Најчешће се врши у пубертету. Упражњавају је и мушкарци и жене. Стимулација може укључивати руке, прсте, свакодневне предмете, сексуалне играчке попут вибратора, или њихове комбинације. Међусобна мастурбација је мастурбација са сексуалним партнером, и може укључивати ручну стимулацију гениталија партнера (прстима или шаком), или се може користити као облик непенетрирајућег секса.
Термин онанија потиче из Библије у којој се спомиње Онанов грех. У данашњем смислу односи се на самозадовољавање, односно активност еротског самостимулисања која доводи до гениталног оргазма без стварног присуства партнера. Често је праћена осећањем кривице што је утицало на формирање неких педагошких и медицинских мишљења о њеној шкодљивости. Психоанализа је открила да се овај феномен јавља у најранијем детињству као „инфантилна онанија” што се касније може наставити као последица фантазма, али без оних последица које су раније експлицитно истицане од здравствених и педагошких радника.
Мастурбација је честа код оба пола и у било ком добу. Разне медицинске и психолошке користи приписане су здравом односу према сексуалној активности уопште, а посебно мастурбацији. Није позната узрочно-последична веза између мастурбације и било ког облика менталног или физичког поремећаја. У западном свету се самозадовољавање приватно или са партнером обично сматра нормалним и здравим делом сексуалног уживања.
Мастурбација је у уметности приказана још од праисторије, а о њој се говори и дискутује у врло раним списима. У 18. и 19. веку су неки европски теолози и лекари то описивали као „гнусно“, „жалосно“ и „одвратно“, али током 20. века ови табуи су углавном мање учестали. Повећава се заступљеност расправа и приказивање мастурбације у уметности, популарној музици, телевизији, филмовима и литератури. Данас се религије разликују у погледима на мастурбацију; неки то сматрају духовно штетном праксом, неки то сматрају духовно неповољним, а други заузимају ситуационо становиште. Правни статус мастурбације такође се мењао кроз историју, и мастурбација у јавности је илегална у већини земаља. Животињска мастурбација примећена је код многих врста, како у дивљини, тако и у заточеништву.

## Етимологија
Реч мастурбација уведена је у 18. веку, на основу латинског глагола masturbari, заједно са нешто ранијим онанизмом. Латински глагол masturbari је неизвесног порекла. Предложени изводи укључују неоведочену реч за пенис, *mazdo, сродну грчком μέζεα mézea 'гениталије', или алтернативно, корупцију неатестираног *manu stuprare („скрнавити руком“), асоцијацијом на turbare „узнемиравати“.

## Терминологија
Иако је мастурбација формална реч за ову праксу, многи други изрази су у уобичајеној употреби. Уобичајени су термини попут играња са собом, самозадовољавања и сленга као што су дркање, онанисање,. Самозлоупотреба и самозагађивање били су чести у раном модерном добу и још увек се налазе у модерним речницима. Постоји читав низ других еуфемизама и дисфемизама који описују мастурбацију. За списак појмова погледајте унос за мастурбацију у Викиречнику.